# Elizabeth Bishop
Elizabeth Bishop (Worcester, Massachusetts, 8 de febrero de 1911-Boston, 6 de octubre de 1979) fue una poeta estadounidense, distinguida como poetisa laureada de los Estados Unidos (1949-1950) y Premio Pulitzer de Poesía en 1956.

## Trayectoria

### Juventud
Después de que su padre muriera cuando ella tenía solo ocho meses de edad, la madre de la poeta sufrió una enfermedad mental y fue enviada a una residencia psiquiátrica en 1916. Aunque la madre de Bishop vivió hasta 1934 en un asilo, nunca más se encontraron. Huérfana desde un punto de vista práctico, Bishop vivió con sus abuelos en Nueva Escocia, un período que posteriormente idealizaría en sus poemarios.
Años más tarde Bishop fue internada en Walnut Hill School en Natick, Massachusetts en donde publicó sus primeros poemas en una revista de estudiantes gracias a su amigo Frani Blough. Se matriculó en Vassar College en el otoño de 1929, justo antes del colapso bursátil. En 1933 fundó Con Spirito, una revista literaria independiente junto con la escritora Mary McCarthy, Margaret Miller, y sus hermanas Eunice y Eleanor Clark.

### Escritora
La escritura de Bishop estuvo fuertemente influida por la poetisa Marianne Moore. Fue presentada a Marianne por un bibliotecario de Vassar en 1934. Moore se interesó mucho por el trabajo de Bishop y la llegó a disuadir de estudiar medicina en la Cornell Medical School, donde la poetisa se había matriculado tras mudarse a Nueva York después de su graduación. Fue cuatro años antes de que Bishop se dirigiera a la ‘Querida señora Moore’ como ‘Querida Marianne,’ y solo porque así se lo dijo Moore. La amistad entre las dos mujeres duró hasta la muerte de Moore en 1972.  El libro de Bishop At the Fishhouses (1955) contiene varias alusiones al poema de Moore "A Grave."
Bishop viajó ampliamente y vivió en muchas ciudades y países, muchos de los cuales están descritos en sus poemas. Vivió en Francia durante varios años a mitad de la década de los 30, gracias en parte al patronazgo de una amiga de la universidad, Louise Crane. En 1938 Bishop compró una casa con Crane en el 624 de White Street, en Key West, Florida. Mientras vivía allí, Bishop se hizo amiga de Pauline Pfeiffer Hemingway, quien se había divorciado de Ernest Hemingway en 1940.  
Fue presentada a Robert Lowell por Randall Jarrell en 1947. Escribió el poema "Visits to St. Elizabeth's" en 1950 como recuerdo de sus visitas a Ezra Pound. También conoció a  James Merrill en 1947, y se hizo amiga de él en sus últimos años.
En 1946, Marianne Moore presentó personalmente a Bishop para el premio Houghton Mifflin de poesía, que Bishop ganó. Su primer libro, North & South, fue publicado con mil ejemplares; Randall Jarrell escribió sobre él que "todos sus poemas han sido escritos desde lo más profundo, lo he visto".

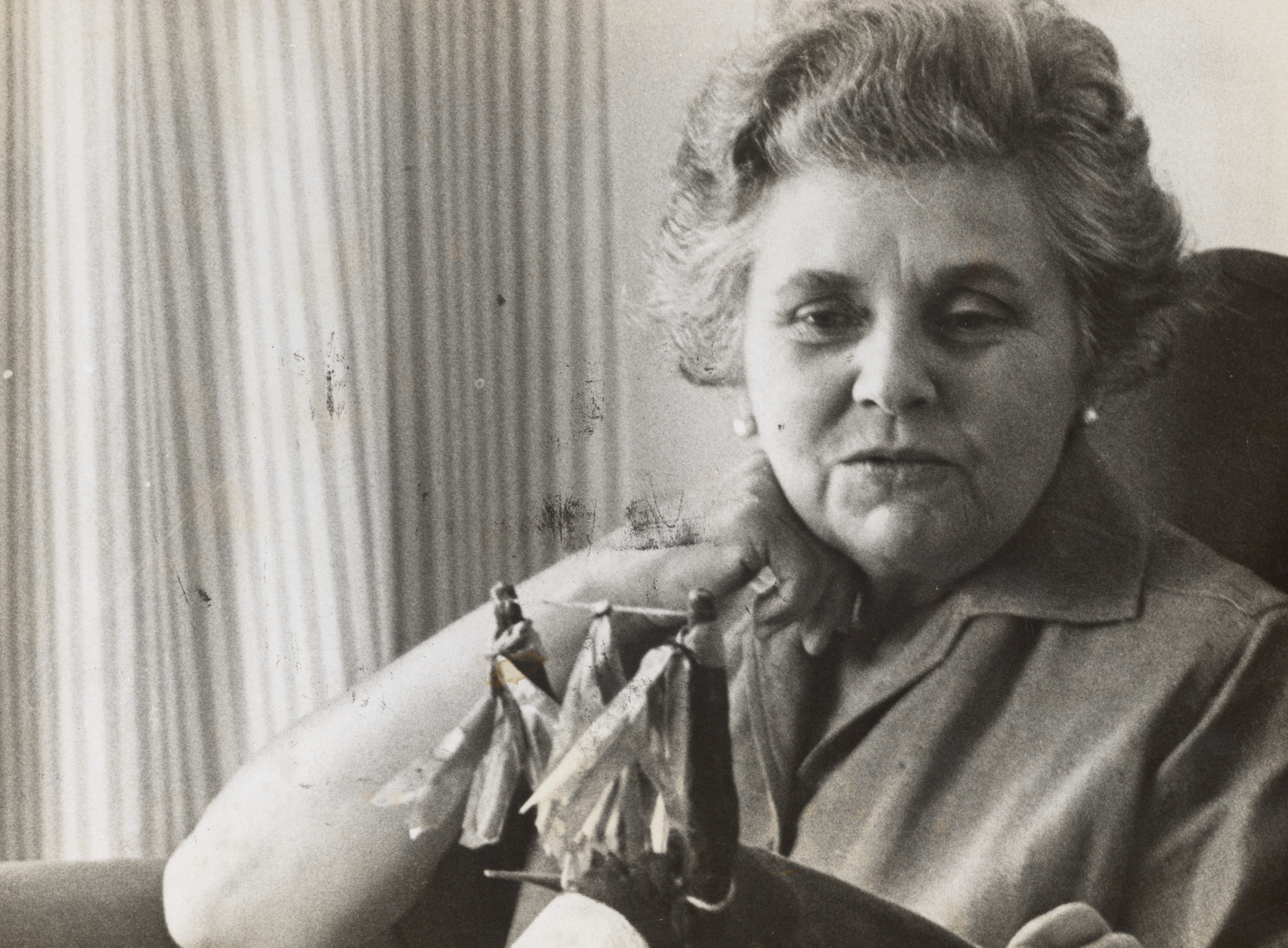
Elizabeth Bishop, en Brasil, 1964.

Bishop, quien tuvo problemas financieros a lo largo de casi toda su carrera, cada vez se mantenía más gracias a la concesión de becas y premios. Tras recibir la importante cantidad de 2,500 dólares como beca para viajes del Bryn Mawr College en 1951, Bishop partió a circunnavegar Sudamérica en barco. Llegó a Santos, Brasil en noviembre ese año. Bishop pensaba estar dos semanas pero permaneció durante quince años.
Mientras vivía en Brasil, recibió el premio Pulitzer en 1956 por su libro North & South — A Cold Spring, que agrupaba varios poemarios. Posteriormente recibiría el National Book Award y el  National Book Critics Circle Award, así como dos becas de la Fundación Solomon R. Guggenheim y otra de la Ingram Merrill Foundation. En 1976, se convirtió en la primera mujer en recibir el premio internacional de literatura de Neustadt.
Con frecuencia Bishop escribía artículos para The New Yorker, y en 1964 escribió el obituario de Flannery O'Connor en The New York Review of Books.
Bishop fue conferenciante de universidades durante muchos años. Durante un corto período de tiempo fue profesora de la  University of Washington, antes de serlo en la Universidad de Harvard durante siete años. También enseñó en la Universidad de Nueva York, antes de acabar en el Instituto Tecnológico de Massachusetts. Normalmente solía pasar los veranos en su casa de Maine, en una isla llamada North Haven.

### Traductora
Durante su estancia en Brasil, Bishop comenzó a interesarse por las lenguas y literaturas de Latinoamérica. Con el tiempo traduciría a muchos poetas al inglés, entre los que destacan Octavio Paz, João Cabral de Melo Neto y Carlos Drummond de Andrade, de quien dijo:

No lo conocía de nada. Se suponía que él era muy tímido. Yo también soy muy tímida. Nos encontramos una vez - una noche en una acera- Habíamos salido del mismo restaurante, y besó mi mano educadamente cuando nos presentaron.

## Vida personal
Elizabeth Bishop se ha convertido en un icono como poetisa lesbiana. Tuvo varias relaciones con distintas mujeres y dos relaciones estables. La primera fue con la arquitecta socialista brasileña Lota de Macedo Soares. Soares pertenecía a una familia importante desde el punto de vista económico y político; las dos vivieron juntas durante un periodo de quince años. Sin embargo, en los últimos años de su relación ésta se deterioró marcada por la depresión y el alcoholismo. Bishop tuvo una relación con otra mujer y finalmente dejó a Lota y volvió a los Estados Unidos. Soares, afectada por una profunda depresión, siguió a Bishop hasta los Estados Unidos y se suicidó en 1967.
La otra gran relación de Elizabeth fue con Alice Methfessel, a quien Bishop conoció en 1971. Methfessel se convirtió en la pareja de Bishop y, tras su muerte, heredó los derechos literarios de la obra de su pareja.

### Muerte
Bishop murió de una hemorragia cerebral en su casa de Lewis Wharf, Boston. Fue enterrada en su ciudad natal, Worcester, Massachusetts.

## Obra

### Poesía
- North & South (Houghton Mifflin, 1946)
- A Cold Spring|Poems: North & South — A Cold Spring (Houghton Mifflin, 1955)
- A Cold Spring (Houghton Mifflin, 1956)
- Questions of Travel (Farrar, Straus, and Giroux, 1965)
- The Complete Poems (Farrar, Straus, and Giroux, 1969)
- Geography III, (Farrar, Straus, and Giroux, 1976)
- The Complete Poems: 1927-1979 (Farrar, Straus, and Giroux, 1983)
- Edgar Allan Poe & The Juke-Box: Uncollected Poems, Drafts, and Fragments, editado y con anotaciones de Alice Quinn, (Farrar, Straus, and Giroux, 2006)[12]

### Otros trabajos
- The Diary of "Helena Morley," by Alice Brant, traducido y con la introducción de Elizabeth Bishop, (Farrar, Straus, and Cudahy, 1957)
- "Three Stories by Clarice Lispector," Kenyon Review 26 (Summer 1964): 500-511.
- The Ballad of the Burglar of Babylon (Farrar, Straus, and Giroux, 1968)
- An Anthology of Twentieth Century Brazilian Poetry editado por Elizabeth Bishop y Emanuel Brasil, (Wesleyan University Press (1972)
- The Collected Prose (Farrar, Straus, and Giroux, 1984)
- One Art: Letters, seleccionado and editado by Robert Giroux, (Farrar, Straus, and Giroux, 1994)
- Exchanging Hats: Paintings, editado y con la introducción de William Benton, (Farrar, Straus, and Giroux, 1996)
- Rare and Commonplace Flowers: The Story of Elizabeth Bishop and Lota de Macedo Soares, por Carmen L. Oliveira; traducido por Neil K. Besner, (Rutgers University Press, 2002)[7]

## Obra traducida al español
- Obra completa, 2: prosa, Madrid, Vaso Roto, 2016.
- Obra poética, Tarragona, Igitur, 2008.
- Antología poética. Elizabeth Bishop, Madrid, Visor 2003. ISBN 84-264-1311-0
- Norte [y] sur, Tarragona, Igitur, 2002.
- Una locura cotidiana. Elizabeth Bishop, Barcelona, Lumen 2001. ISBN 84-7575-336-1
- Antología poética de Elizabeth Bishop, Valencia, Consorci d'Editors Valencians 1988. ISBN 84-7575-317-5

## Premios y distinciones
- 1945: Houghton Mifflin Poetry Prize Fellowship
- 1947: Guggenheim Fellowship
- 1949: Appointed Consultant in Poetry at the Library of Congress
- 1950: American Academy of Arts and Letters Award
- 1951: Lucy Martin Donelly Fellowship (awarded by Bryn Mawr College)
- 1953: Shelley Memorial Award
- 1954: Elected to lifetime membership in the National Institute of Arts and Letters
- 1956: Premio Pulitzer de Poesía
- 1960: Chapelbrook Foundation Award
- 1964: Academy of American Poets Fellowship
- 1968: Ingram-Merrill Foundation Grant
- 1969: National Book Award
- 1969: The Order of the Rio Branco (awarded by the Brazilian government)
- 1974: Harriet Monroe Poetry Award
- 1976: Books Abroad/Neustadt International Prize
- 1976: Elected to the American Academy of Arts and Letters
- 1977: National Book Critics Circle Award
- 1978: Guggenheim Fellowship

## Biografías de Elizabeth Bishop
- Elizabeth Bishop: Un milagro para el desayuno, de Megan Marshall. 2024. Trad. esp.: Jeanette L. Clariond, poesía; Laura de la Parra, prosa.[13]